# Mala Medicina
Mala Medicina fue una banda de Hard rock de Argentina que fue fundada y liderada por el bajista de Rata Blanca, Guillermo Sánchez. Tras el fallecimiento de Sánchez en 2017 los restantes integrantes anunciaron la disolución del grupo.

## Historia

### Primer disco
Surge en el año 2003 como idea de Guillermo Sánchez (bajista de Rata Blanca). Para el proyecto convoca a Gabriel Marián (cantante de Rata Blanca en el disco "Rata Blanca VII") y a Javier Retamozo (teclista de Rata Blanca en los discos "Entre el cielo y el infierno" y "Rata Blanca VII").
En el año 2004, edita su primera placa titulada "Mala Medicina" con músicos sesionistas, editada en Argentina y México. Luego de algunas diferencias musicales, Gabriel Marian decide dejar la banda. 

### Nueva formación y segundo disco
De esta manera ingresa Norberto Rodríguez (cantante de Temple), hecho que coincide con la integración definitiva de Javier Retamozo, el ingreso de Lucio Antolini en guitarra y Roberto Ruiz en batería. Con esta formación se presentan como teloneros de Richie Kotzen en el ND Ateneo adelantando temas nuevos. Luego por diferencias de opiniones se aleja de la banda Roberto Ruiz. Entre el año 2006 y 2007 Mala Medicina ingresa a los estudios "La Nave de Oseberg" para grabar su segunda placa "A pura sangre" con Fernando Scarcella (baterista de Rata Blanca) como baterista invitado. Luego de varias pruebas Nicolás Polo toma el puesto de baterista. 

### Años inestables
El vocalista Norberto Rodríguez sale de Mala Medicina, Luego de hacer audiciones y tocar con cantantes invitados como Saul Blanch, Leandro Pozzo es presentado como vocalista oficial de Mala Medicina. A comienzos de 2010 Nicolás Polo se desvincula de Mala Medicina para sumarse como baterista de la banda solista de Adrian Barilari. En su lugar, regresa el exbaterista Roberto Ruiz. A mediados de 2010 se desvinculan de Mala Medicina Javier Retamozo, Lucio Antolini y Leandro Pozzo. A fines de 2010 la banda comienza a ensayar con nueva formación, a los miembros Guillermo Sánchez (Bajo), Roberto Ruiz (Batería) se suman Daniel Tesoriero (Voz) y Luis Simoni (Guitarra). Con esta formación graban un EP en 2011 con los temas "Imágenes" y "Mas Que Una Ilusión". A mediados de 2011 se desvincula Daniel Tesoriero (Voz) pasando Guillermo Sánchez a ser la voz de la banda. En formato trio Mala Medicina realiza 2 shows como invitados junto a Mar de Java, y Junto a Boff (Guitarrista de Riff). También en diciembre de ese año se presentan en la ciudad de Rosario junto a bandas locales. Ya en 2012 es expulsado de la banda el Baterista Roberto Ruiz, siendo reemplazado por Juan J. Tallarico, y se suma Osvaldo Abeldaño (Guitarra) quedando la agrupación en formato cuarteto. Poco tiempo después Tallarico es reemplazado por Rodrigo Chaparro.

### Tercer disco
Ya con una formación fija Mala Medicina se adentra a componer su tercer trabajo titulado "Ave Fénix" editado por Icarus Music. Esta sería la primera grabación de Guillermo Sánchez como cantante. El disco fue editado en septiembre de 2014 y como corte promocional se eligió el tema "Sos el Cambio".

### Muerte de Guillermo Sánchez y disolución
El 27 de mayo de 2017 fallece Guillermo Sánchez cantante, bajista y fundador de Mala Medicina. Sánchez llevaba varios días internado como consecuencia de una septicemia generalizada la misma fue causada por una bacteria. 
Mala Medicina tuvo su última presentación durante un show tributo realizado a Guillermo Sánchez el 15 de agosto de 2017, donde también participó Rata Blanca, Horcas, Rowek, Mario Ian, 6L6, Los Niños, entre otras. Durante este show Simoni hizo las veces de cantante y bajista. Dos días después de la presentación la banda hizo oficial mediante un comunicado vía Facebook la separación del grupo ante la ausencia de Sánchez.

## Integrantes

### Última formación
- Guillermo Sánchez - Bajo (2003 - 2017) Voz  (2011 - 2017)†
- Luis Simoni - Guitarra (2010 - 2017)
- Osvaldo Abeldaño - Guitarra (2012 - 2017)
- Rodrigo " Pulpo " Chaparro - Batería (2013 - 2017)

### Antiguos integrantes
- Daniel Tesoriero - Voz  (2010 - 2011)
- Leandro Pozzo - Voz  (2008 - 2010)
- Javier Retamozo - Teclados (2004 - 2010)
- Gabriel Marián - Voz  (2003 - 2004)
- Norberto Rodríguez - Voz  (2006 - 2008)
- Fernando Cosenza - Guitarra (2003 - 2004)
- Santiago Bernasconi - Guitarra (2003 - 2004)
- Lucio Antolini - Guitarra  (2004 - 2010)
- Pablo Naydón - Batería  (2003 - 2004)
- Gustavo Benítez - Batería (2005)
- Alejandro Zon - Batería (2006)
- Nicolas Polo - Batería  (2007 - 2009)
- Roberto Ruiz - Batería (2004 - 2005, 2010 - 2012)
- Juan J. Tallarico - Batería  (2012)

## Discografía
- Mala Medicina – 2004
- A Pura Sangre – 2007
- Mala Medicina III (EP) - 2011
- Ave Fénix - 2014